# 伊娃·列·高丽安
伊娃·列·高丽安（英語：Eva Le Gallienne，1899年1月11日—1991年6月3日）是一名英裔美国舞台女演员、制作人、导演和作家。她在21岁时已经是百老汇明星，但随后放弃事业自己创立剧团，并担任导演、制作人，成为美国戏目剧院的先驱。1986年，她获得国家艺术奖章。

## 生平

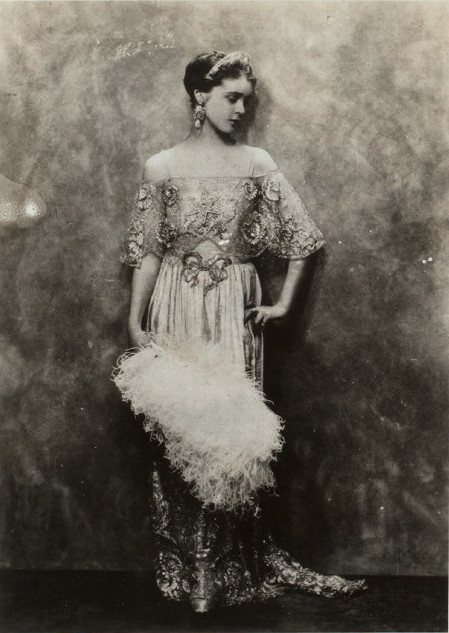
1920年代像

她出生于伦敦，父亲是法裔英国诗人理查德·列·高丽安，母亲是丹麦记者朱莉（Julie Nørregaard）。其父母于1897年结婚，1903年分居，后来离婚。伊娃在父母分居时仅四岁，随母亲搬到巴黎，童年时常来往于英法之间。在巴黎期间，她曾在后台见过莎拉·伯恩哈特，给她留下了深刻的印象。她在15岁时首次登台亮相，在1914年的莫里斯·梅特林克的《蒙娜·万娜》(Monna Vanna）中跑龙套。她读过几个月戏剧学校，之后开始正式表演。
16岁时，她和母亲乘船前往纽约市，开始事业并不顺利，之后开始在其他地方巡回演出。回到纽约后，她迅速成为百老汇明星，出演《Not So Long Ago》（1920）、《利力姆》（1921）等作品。
在职业生涯早期，她经常与演员塔卢拉·班克黑德、埃斯特尔·温德伍德和布莱斯·戴利一起表演，合称“阿冈昆的四骑士”（The Four Horsemen of the Algonquin）。
相对于表演来说，她更多的时间花在经营剧团上。1926年开始，她一直是公民剧目剧团（Civic Repertory Theatre Company）的经理，在情人、金矿老板爱丽丝·德拉玛（Alice DeLamar）的支持下，剧团在1934年解散前共制作了34部作品。 

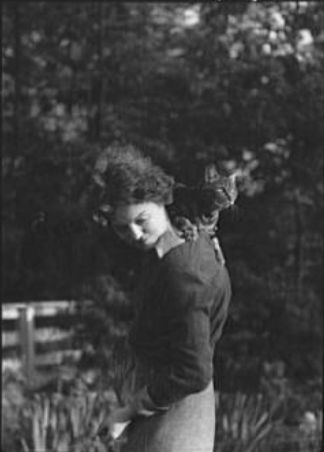
1937年摄

她是一名出柜的女同性恋，曾有过多位女性伴侣，但其实她自己对此并未坦然接受，因而时常感到困扰。为此，她曾一度考虑过与演员貝錫·羅斯本结婚。
1991年6月3日，她在康涅狄格州韦斯顿的家中平静离世，享年92岁，她的骨灰撒在家附近。